# Брену
Брену (фр. Brenoux) је насељено место у Француској у региону Лангдок-Русијон, у департману Лозер.
По подацима из 2011. године у општини је живело 367 становника, а густина насељености је износила 32,62 становника/km².

## Демографија
| 1962. | 1968. | 1975. | 1982. | 1990. | 2011. |
| ----- | ----- | ----- | ----- | ----- | ----- |
| 186   | 173   | 148   | 173   | 260   | 367   |